# Marcelo Djaló
Marcelo Amado Djaló Taritolay, noto semplicemente come Marcelo Djaló (Barcellona, 8 ottobre 1993), è un calciatore spagnolo naturalizzato guineense, difensore svincolato della nazionale guineense.

## Caratteristiche tecniche
È un difensore centrale.

## Carriera

### Nazionale
L'8 giugno 2019 ha esordito con la nazionale guineense disputando l'amichevole persa 2-0 contro l'Angola.
Nel 2019 e nel 2023 ha partecipato alla Coppa d'Africa.

## Statistiche
Statistiche aggiornate al 17 ottobre 2021.

### Presenze e reti nei club
| Stagione         | Squadra          | Campionato       | Campionato | Campionato | Coppe nazionali | Coppe nazionali | Coppe nazionali | Coppe continentali | Coppe continentali | Coppe continentali | Altre coppe | Altre coppe | Altre coppe | Totale | Totale | Totale |
| Stagione         | Squadra          | Comp             | Pres       | Reti       | Comp            | Pres            | Reti            | Comp               | Pres               | Reti               | Comp        | Pres        | Reti        | Pres   | Reti   |        |
| ---------------- | ---------------- | ---------------- | ---------- | ---------- | --------------- | --------------- | --------------- | ------------------ | ------------------ | ------------------ | ----------- | ----------- | ----------- | ------ | ------ | ------ |
| 2012-2013        | Badalona         | SDB              | 21         | 2          | CR              | 1               | 0               |                    | -                  | -                  |             | -           | -           | 22     | 2      |        |
| 2013-2014        | Granada B        | SDB              | 26         | 0          |                 | -               | -               |                    | -                  | -                  |             | -           | -           | 26     | 0      |        |
| 2014-2015        | Granada B        | SDB              | 19         | 0          |                 | -               | -               |                    | -                  | -                  |             | -           | -           | 19     | 0      |        |
| Totale Granada B | Totale Granada B | Totale Granada B | 45         | 0          |                 | -               | -               |                    | -                  | -                  |             | -           | -           | 45     | 0      |        |
| 2014-2015        | Granada          | PD               | 0          | 0          | CR              | 1               | 0               |                    | -                  | -                  |             | -           | -           | 1      | 0      |        |
| 2015-apr. 2016   | Girona           | SD               | 0          | 0          | CR              | 1               | 1               |                    | -                  | -                  |             | -           | -           | 1      | 1      |        |
| apr.-giu. 2016   | UCAM Murcia      | SDB              | 7          | 0          | CR              | 0               | 0               |                    | -                  | -                  |             | -           | -           | 7      | 0      |        |
| 2016-2017        | Lugo             | SD               | 25         | 2          | CR              | 1               | 0               |                    | -                  | -                  |             | -           | -           | 26     | 2      |        |
| 2017-2018        | Fulham           | FLC              | 2          | 0          | FACup+CdL       | 0+2             | 0               |                    | -                  | -                  |             | -           | -           | 4      | 0      |        |
| 2018-gen. 2019   | Extremadura UD   | SD               | 12         | 0          | CR              | 1               | 0               |                    | -                  | -                  |             | -           | -           | 13     | 0      |        |
| gen.-giu. 2019   | Fulham           | PL               | 0          | 0          | FACup+CdL       | 0               | 0               |                    | -                  | -                  |             | -           | -           | 0      | 0      |        |
| Totale Fulham    | Totale Fulham    | Totale Fulham    | 2          | 0          |                 | 2               | 0               |                    | -                  | -                  |             | -           | -           | 4      | 0      |        |
| 2019-2020        | Lugo             | SD               | 21         | 1          | CR              | 1               | 0               |                    | -                  | -                  |             | -           | -           | 22     | 1      |        |
| 2020-2021        | Lugo             | SD               | 19         | 1          | CR              | 2               | 0               |                    | -                  | -                  |             | -           | -           | 21     | 2      |        |
| Totale Lugo      | Totale Lugo      | Totale Lugo      | 65         | 4          |                 | 4               | 0               |                    | -                  | -                  |             | -           | -           | 69     | 4      |        |
| lug.-nov. 2021   | Boavista         | PL               | 1          | 0          | CP+CdL          | 1+1             | 0               |                    | -                  | -                  |             | -           | -           | 3      | 0      |        |
| Totale carriera  | Totale carriera  | Totale carriera  | 153        | 6          |                 | 12              | 1               |                    | -                  | -                  |             | -           | -           | 168    | 7      |        |

### Cronologia presenze e reti in nazionale
| Cronologia completa delle presenze e delle reti in nazionale ― Guinea-Bissau | Cronologia completa delle presenze e delle reti in nazionale ― Guinea-Bissau | Cronologia completa delle presenze e delle reti in nazionale ― Guinea-Bissau | Cronologia completa delle presenze e delle reti in nazionale ― Guinea-Bissau | Cronologia completa delle presenze e delle reti in nazionale ― Guinea-Bissau | Cronologia completa delle presenze e delle reti in nazionale ― Guinea-Bissau | Cronologia completa delle presenze e delle reti in nazionale ― Guinea-Bissau | Cronologia completa delle presenze e delle reti in nazionale ― Guinea-Bissau |
| Data                                                                         | Città                                                                        | In casa                                                                      | Risultato                                                                    | Ospiti                                                                       | Competizione                                                                 | Reti                                                                         | Note                                                                         |
| ---------------------------------------------------------------------------- | ---------------------------------------------------------------------------- | ---------------------------------------------------------------------------- | ---------------------------------------------------------------------------- | ---------------------------------------------------------------------------- | ---------------------------------------------------------------------------- | ---------------------------------------------------------------------------- | ---------------------------------------------------------------------------- |
| 8-6-2019                                                                     | Penafiel                                                                     | Angola                                                                       | 2 – 0                                                                        | Guinea-Bissau                                                                | Amichevole                                                                   | -                                                                            | 78’                                                                          |
| 29-6-2019                                                                    | Ismailia                                                                     | Benin                                                                        | 0 – 0                                                                        | Guinea-Bissau                                                                | Coppa d'Africa 2019 - 1º turno                                               | -                                                                            |                                                                              |
| 2-7-2019                                                                     | Suez                                                                         | Guinea-Bissau                                                                | 0 – 2                                                                        | Ghana                                                                        | Coppa d'Africa 2019 - 1º turno                                               | -                                                                            |                                                                              |
| 13-11-2019                                                                   | Bissau                                                                       | Guinea-Bissau                                                                | 3 – 0                                                                        | eSwatini                                                                     | Qual. Coppa d'Africa 2021                                                    | -                                                                            |                                                                              |
| 17-11-2019                                                                   | Brazzaville                                                                  | Rep. del Congo                                                               | 3 – 0                                                                        | Guinea-Bissau                                                                | Qual. Coppa d'Africa 2021                                                    | -                                                                            |                                                                              |
| 11-11-2020                                                                   | Thiès                                                                        | Senegal                                                                      | 2 – 0                                                                        | Guinea-Bissau                                                                | Qual. Coppa d'Africa 2021                                                    | -                                                                            |                                                                              |
| 15-11-2020                                                                   | Bissau                                                                       | Guinea-Bissau                                                                | 0 – 1                                                                        | Senegal                                                                      | Qual. Coppa d'Africa 2021                                                    | -                                                                            |                                                                              |
| 26-3-2021                                                                    | Manzini                                                                      | eSwatini                                                                     | 1 – 3                                                                        | Guinea-Bissau                                                                | Qual. Coppa d'Africa 2021                                                    | 1                                                                            | 61’                                                                          |
| 30-3-2021                                                                    | Bissau                                                                       | Guinea-Bissau                                                                | 3 – 0                                                                        | Rep. del Congo                                                               | Qual. Coppa d'Africa 2021                                                    | -                                                                            |                                                                              |
| 6-10-2021                                                                    | Rabat                                                                        | Marocco                                                                      | 5 – 0                                                                        | Guinea-Bissau                                                                | Qual. Mondiali 2022                                                          | -                                                                            | 37’ 78’                                                                      |
| 9-10-2021                                                                    | Casablanca                                                                   | Guinea-Bissau                                                                | 0 – 3                                                                        | Marocco                                                                      | Qual. Mondiali 2022                                                          | -                                                                            |                                                                              |
| 12-11-2021                                                                   | Conakry                                                                      | Guinea                                                                       | 0 – 0                                                                        | Guinea-Bissau                                                                | Qual. Mondiali 2022                                                          | -                                                                            |                                                                              |
| 15-11-2021                                                                   | Bissau                                                                       | Guinea-Bissau                                                                | 0 – 0                                                                        | Sudan                                                                        | Qual. Mondiali 2022                                                          | -                                                                            |                                                                              |
| 13-10-2023                                                                   | Setúbal                                                                      | Guinea                                                                       | 1 – 0                                                                        | Guinea-Bissau                                                                | Amichevole                                                                   | -                                                                            |                                                                              |
| 17-11-2023                                                                   | Marrakech                                                                    | Burkina Faso                                                                 | 1 – 1                                                                        | Guinea-Bissau                                                                | Qual. Mondiali 2026                                                          | -                                                                            |                                                                              |
| 20-11-2023                                                                   | Il Cairo                                                                     | Gibuti                                                                       | 0 – 1                                                                        | Guinea-Bissau                                                                | Qual. Mondiali 2026                                                          | -                                                                            | 90+1’                                                                        |
| 6-1-2024                                                                     | Bamako                                                                       | Mali                                                                         | 6 – 2                                                                        | Guinea-Bissau                                                                | Amichevole                                                                   | -                                                                            | 79’                                                                          |
| 13-1-2024                                                                    | Abidjan                                                                      | Costa d'Avorio                                                               | 2 – 0                                                                        | Guinea-Bissau                                                                | Coppa d'Africa 2023 - 1º turno                                               | -                                                                            |                                                                              |
| 18-1-2024                                                                    | Abidjan                                                                      | Guinea Equatoriale                                                           | 4 – 2                                                                        | Guinea-Bissau                                                                | Coppa d'Africa 2023 - 1º turno                                               | -                                                                            |                                                                              |
| 22-3-2024                                                                    | Tétouan                                                                      | Sudan                                                                        | 1 – 0                                                                        | Guinea-Bissau                                                                | Amichevole                                                                   | -                                                                            | 88’                                                                          |
| 25-3-2024                                                                    | Tétouan                                                                      | Sudan                                                                        | 1 – 2                                                                        | Guinea-Bissau                                                                | Amichevole                                                                   | -                                                                            | 84’                                                                          |
| 6-6-2024                                                                     | Bissau                                                                       | Guinea-Bissau                                                                | 0 – 0                                                                        | Etiopia                                                                      | Qual. Mondiali 2026                                                          | -                                                                            |                                                                              |
| 10-6-2024                                                                    | Bissau                                                                       | Guinea-Bissau                                                                | 1 – 1                                                                        | Egitto                                                                       | Qual. Mondiali 2026                                                          | -                                                                            | 63’                                                                          |
| 5-9-2024                                                                     | Bissau                                                                       | Guinea-Bissau                                                                | 1 – 0                                                                        | eSwatini                                                                     | Qual. Coppa d'Africa 2025                                                    | -                                                                            | 64’                                                                          |
| Totale                                                                       |                                                                              | Presenze                                                                     | 24                                                                           |                                                                              | Reti                                                                         | 1                                                                            |                                                                              |

## Palmarès

### Club

#### Competizioni nazionali
- Thai League: 1

Buriram United: 2024-2025
- Thai FA Cup: 1

Buriram United: 2024-2025